# 수마끼야
수마끼야(아랍어: سماقية)는 팔레스타인 음식이다. 이름은 "숨마끄"에서 따왔다. 팔레스타인 가자에서 처음 만들어졌으며, 전통적으로 이드 알피트르 등 명절 및 결혼식 등 경조사 때 먹는 음식이다.

## 만들기
숨마끄 가루를 물에 타고 타히나와 밀가루를 넣어 섞는다. 잘게 썰어 기름에 볶은 근대, 스튜해 잘게 다진 고기 고기(주로 쇠고기), 병아리콩 등에 숨마끄 소스를 넣어 섞고, 올리브유에 볶은 마늘, 고추, 딜 씨 등으로 양념한다. 접시에 담아 차게 식힌 다음 피타와 함께 낸다.